# FFH-Gebiet NSG Fieler Moor

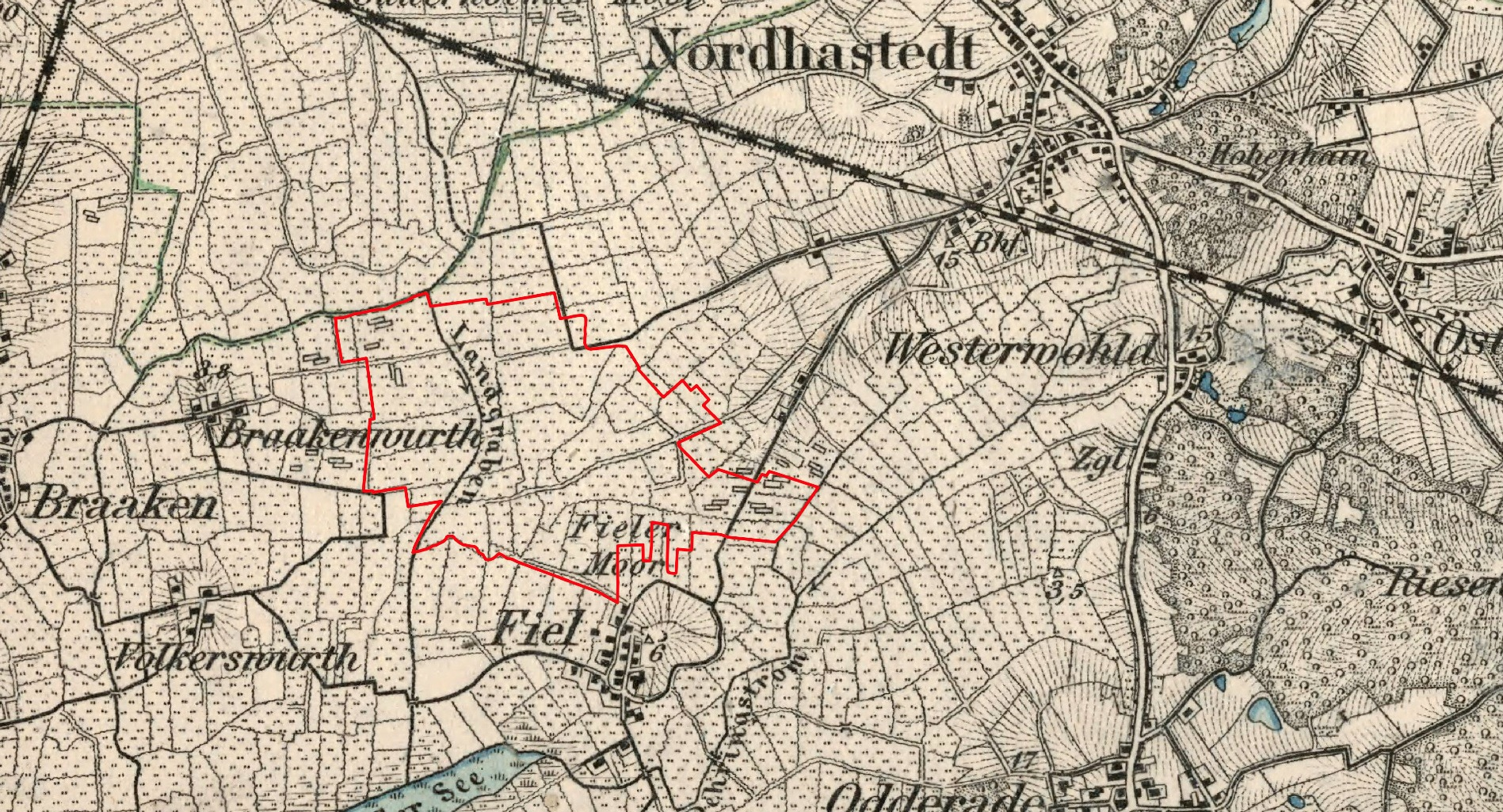
Fieler Moor um 1893 (heutiges FFH-Gebiet rot umrandet)

Das FFH-Gebiet NSG Fieler Moor ist ein NATURA 2000-Schutzgebiet in Schleswig-Holstein im Kreis Dithmarschen in den Gemeinden Hemmingstedt und Nordhastedt. Es liegt in der Landschaft Dithmarscher Marsch (Landschafts-ID 68401), die vom Bundesamt für Naturschutz (BfN) als Landschaft mit geringerer naturschutzfachlicher Bedeutung bewertet wird. Diese ist wiederum Teil der Naturräumlichen Großregion 2. Ordnung Schleswig-Holsteinische Marschen und Nordseeinseln.
Es hat eine Größe von 258 Hektar und liegt südlich der Bundesautobahn 23 zwischen den Gemeinden Hemmingstedt und Nordhastedt. Die Ortschaft Fiel, der das Moor seinen Namen verdankt, liegt unmittelbar südlich des FFH-Gebietes. Seine größte Ausdehnung liegt mit 2,87 Kilometer in Nordwestrichtung. Das Gelände fällt von Ost nach West von einem Meter über Normalhöhennull (NHN) auf leicht unter Meereshöhe ab. Die höchste Erhebung ist ein kleiner Aussichtshügel mit einer Höhe von 4 Meter über NHN an der Straße Norderdamm, die die Nordostgrenze des FFH-Gebietes bildet.

Im Westen durchquert der Vorfluter Landgraben das FFH-Gebiet von Nord nach Süd, im Osten bildet der Dehringstrom die FFH-Gebietsgrenze. Letzterer entwässert nur die Gebietsflächen, die östlich der Straße Fieler Damm liegen. Der überwiegende Teil entwässert über den Landgraben. Der Landgraben und der Dehringstrom vereinigen sich im Naturschutzgebiet Ehemaliger Fieler See zur Nordermiele. Diese vereinigt sich östlich des Meldorfer Hafens mit der Miele/Norderau zum Meldorfer Hafenstrom, der durch das Seedeichsiel des Speicherkoogs Dithmarschen in die Nordsee mündet.
Das Fieler Moor liegt in direkter Nachbarschaft zur Heide-Itzehoer Geest. Bis dorthin drang nach der letzten Eiszeit die Nordsee immer wieder vor und bildete mit den Gezeiten und Strömungen vorgelagerte Sandbänke, die sich zu Nehrungen ausbildeten, wodurch sich vom Meer abgetrennte Strandseen entwickelten. Diese verlandeten und bildeten Moore. Diese wurden in den letzten zweihundert Jahren durch eine Vielzahl von Gräben trockengelegt. Im Neunzehnten Jahrhundert wurde in dem Gebiet in großem Stil Torf abgebaut, wie auf der Karte des Deutschen Reiches von 1893 zu sehen, siehe Bild 1. Heute ist das FFH-Gebiet zu einem Fünftel von Wasserflächen bedeckt, siehe Diagramm 1. Es handelt sich überwiegend um Moorseen der abgetorften Torfstiche und zwei ehemalige Baggerseen im Nordwesten.

## FFH-Gebietsgeschichte und Naturschutzumgebung
Der NATURA 2000-Standard-Datenbogen (SDB) für dieses FFH-Gebiet wurde im Februar 1996 vom Landesamt für Landwirtschaft, Umwelt und ländliche Räume (LLUR) des Landes Schleswig-Holstein erstellt, im Oktober 1997 als Gebiet von gemeinschaftlicher Bedeutung (GGB) vorgeschlagen, im Dezember 2004 von der EU als GGB bestätigt und im Januar 2010 national nach § 32 Absatz 2 bis 4 BNatSchG in Verbindung mit § 23 LNatSchG als besonderes Erhaltungsgebiet (BEG) bestätigt. Der SDB wurde zuletzt im Februar 2015 aktualisiert. Der Managementplan für das FFH-Gebiet wurde im Juli 2014 veröffentlicht.
Das FFH-Gebiet NSG Fieler Moor ist fast deckungsgleich mit dem am 16. Dezember 1992 geschaffenem Naturschutzgebiet Fieler Moor und liegt vollständig im Schwerpunktbereich 188 des landesweiten Biotopverbundsystems.
Mit der Gebietsbetreuung des Naturschutzgebietes Fieler Moor nach § 20 LNatSchG wurde der Bund für Umwelt und Naturschutz Deutschland, Landesverband Schleswig-Holstein e.V durch das LLUR beauftragt.
Das FFH-Gebiet ist durch mehrere Rad- und Wanderwege für den Besucher erlebbar. An den Wegen sind BIS-Tafeln des landesweiten Besucher-Informationssystems (BIS) aufgestellt. Zwischen den beiden Baggerseen befindet sich ein Aussichtspunkt. Das LLUR hat für das NSG Fieler Moor im März 2021 ein BIS-Faltblatt veröffentlicht, das an den Spendern der BIS-Tafeln ausgelegt ist und im Internet dem Besucher zur Verfügung steht.

## FFH-Erhaltungsgegenstand
Laut Standard-Datenbogen vom Februar 2015 sind folgende FFH-Lebensraumtypen (LRT) und Arten für das Gesamtgebiet als FFH-Erhaltungsgegenstände mit den entsprechenden Beurteilungen zum Erhaltungszustand der Umweltbehörde der Europäischen Union gemeldet worden (Gebräuchliche Kurzbezeichnung (BfN)):
FFH-Lebensraumtypen nach Anhang I der EU-Richtlinie:
- 3150 Natürliche und naturnahe nährstoffreiche Stillgewässer mit Laichkraut oder Froschbiss-Gesellschaften (Gesamtbeurteilung C)[14]
- 3160 Dystrophe Stillgewässer (Gesamtbeurteilung C)[15]
- 6410 Pfeifengraswiesen (Gesamtbeurteilung C)[16]
- 7140 Übergangs- und Schwingrasenmoore (Gesamtbeurteilung C)[17]

Arten gemäß Artikel 4 der Richtlinie 2009/147/EG und Anhang II der Richtlinie 92/43/EWG und diesbezügliche Beurteilung des Gebiets:
- 1145 Schlammpeitzger (Gesamtbeurteilung C)[19]

Nur 15 % der FFH-Gebietsfläche ist mit FFH-Lebensraumtypen besetzt, siehe Diagramm 2. Im Jahre 2017 wurde eine Nachkartierung der FFH-Lebensraum- und Biotoptypen im FFH-Gebiet durchgeführt. Danach sind 16 % der Gebietsfläche mit FFH-Lebensraumtypen und gleichzeitig mit gesetzlich geschützten Biotoptypen belegt, siehe Diagramm 3. Hinzu kommen noch Flächen mit ausschließlich nach der Biotopverordnung gesetzlich geschützten Biotoptypen, die mehr als ein Drittel der Flächen einnehmen.

## FFH-Erhaltungsziele
Aus den oben aufgeführten FFH-Erhaltungsgegenständen werden als FFH-Erhaltungsziele von besonderer Bedeutung die Erhaltung folgender Lebensraumtypen und Arten im FFH-Gebiet vom Ministerium für Energiewende, Landwirtschaft, Umwelt und ländliche Räume des Landes Schleswig-Holstein erklärt:
- 6410 Pfeifengraswiesen
- 7140 Übergangs- und Schwingrasenmoore

Aus den oben aufgeführten FFH-Erhaltungsgegenständen werden als FFH-Erhaltungsziele von Bedeutung die Erhaltung folgender Lebensraumtypen und Arten im FFH-Gebiet vom Ministerium für Energiewende, Landwirtschaft, Umwelt und ländliche Räume des Landes Schleswig-Holstein erklärt:
- 3150 Natürliche und naturnahe nährstoffreiche Stillgewässer mit Laichkraut oder Froschbiss-Gesellschaften
- 3160 Dystrophe Stillgewässer
- 1145 Schlammpeitzger

## FFH-Analyse und Bewertung
Das Kapitel FFH-Analyse und Bewertung im Managementplan beschäftigt sich unter anderem mit den aktuellen Gegebenheiten des FFH-Gebietes und den Hindernissen bei der Erhaltung und Weiterentwicklung der FFH-Lebensraumtypen und Arten. Die Ergebnisse fließen in den FFH-Maßnahmenkatalog ein.
Das FFH-Gebiet befindet sich fast ausschließlich im Besitz der Öffentlichen Hand, lediglich drei Moorparzellen mit einer Gesamtfläche von zwei Hektar sind in Privatbesitz. Der größte Eigentümer ist die Stiftung Naturschutz Schleswig-Holstein (SNSH), gefolgt vom Landesbetrieb Straßenbau und Verkehr Schleswig-Holstein (LBV-SH). Letzterem gehören die beiden ehemaligen Baggerseen, die anlässlich des Baus der Bundesautobahn 23 erschlossen wurden. Sie stellen Ausgleichsflächen für den Straßenbau dar.
Auf Grund der gegebenen Besitzverhältnisse ist sichergestellt, das im FFH-Gebiet Fieler Moor sowohl das Verschlechterungsverbot für FFH-Flächen, als auch die Biotopverordnung eingehalten und durchgesetzt werden. Zur Unterstützung der Maßnahmen zur Erhaltung und Weiterentwicklung des FFH-Gebietes trägt ebenfalls das Bündnis Naturschutz in Dithmarschen e.V. (BNiD) bei. Diesem gehören neben der Stiftung Naturschutz Schleswig-Holstein (SNSH), dem Deich- und Hauptsielverband Dithmarschen und dem Dithmarschen Tourismus e.V. die Gemeinden und Naturschutzverbände sowie viele Privatpersonen in Dithmarschen an. So wurde im Jahre 2021 im Zuge von Sanierungsmaßnahmen an der Landesstraße 147 zwischen Meldorf und Nordhastedt ein Otterntunnel eingebaut. Das Projekt wurde in Zusammenarbeit von LBV-SH, SNSH und BNiD geplant und durchgeführt.
Die nutzbaren Grünflächen werden extensiv durch Pächter der SNSH bewirtschaftet, die beiden ehemaligen Baggerseen dürfen nicht genutzt werden. Die Jagd ist in festgelegten Gebieten und unter Auflagen erlaubt.
Wie bei den meisten entwässerten und abgetorften Mooren in Schleswig-Holstein stellt die Mineralisierung des im Moor gebundenen Kohlenstoffs ein Problem dar. Durch Oxidation mit dem Luftsauerstoff wird das klimaschädliche CO2 freigesetzt. Dazu kommt es zur Bildung von Distickstoffmonoxid N2O (Lachgas), was 298 mal klimaschädlicher ist als CO2. Dieser Prozess kann verringert werden, indem die Flächen wieder vernässt werden.

## FFH-Maßnahmenkatalog

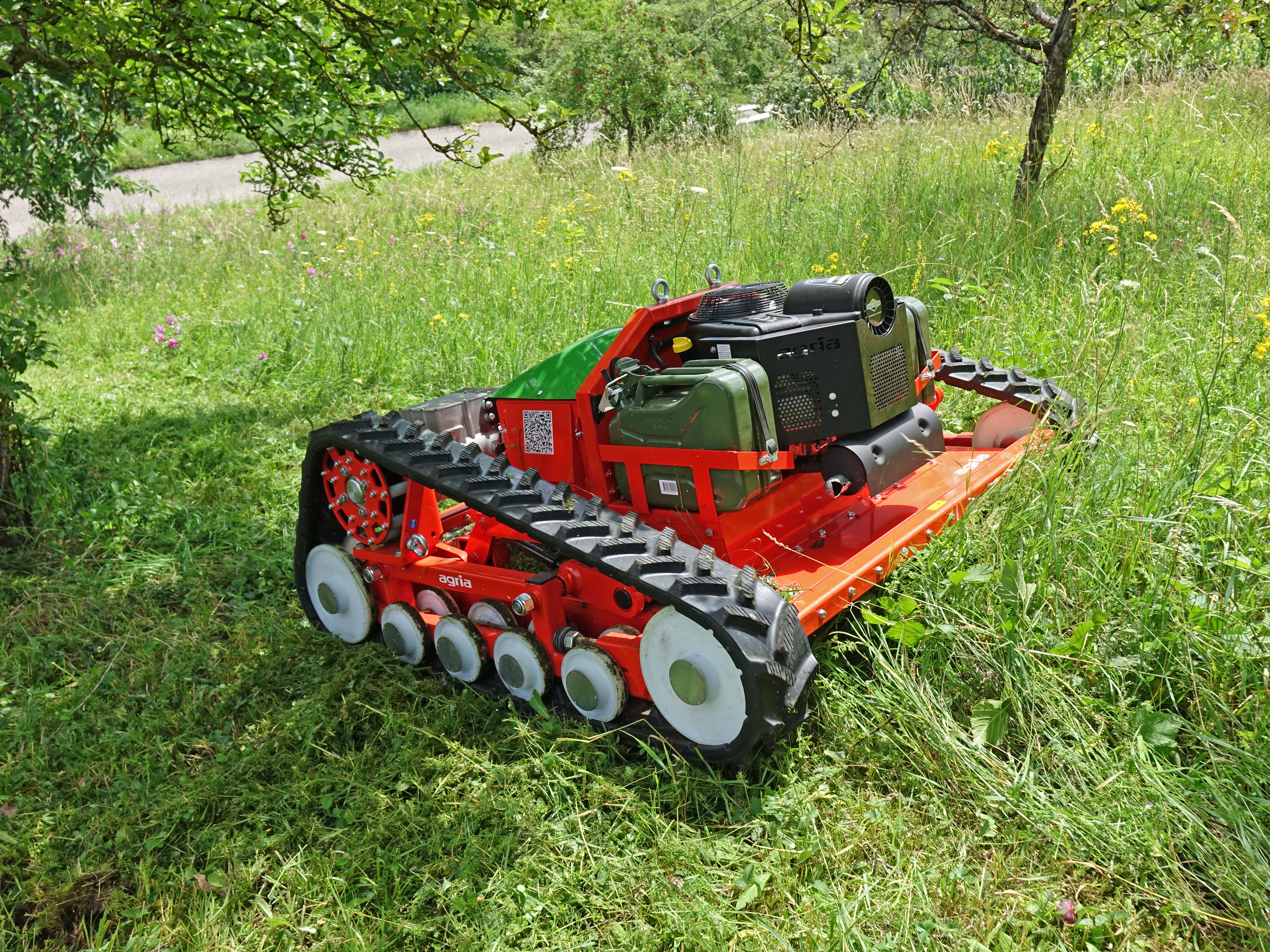
Mähraupe

Der FFH-Maßnahmenkatalog im Managementplan führt neben den bereits durchgeführten Maßnahmen geplante Maßnahmen zur Erhaltung und Entwicklung der FFH-Lebensraumtypen im FFH-Gebiet an. Die Maßnahmen sind in einer Maßnahmenkarte und zur Maßnahmenverfolgung in einem Maßnahmenblatt eingetragen. Die Maßnahmen sind mit allen Beteiligten abgestimmt.
Die geplanten Maßnahmen betreffen folgende Schwerpunkte:
- Ausweitung der extensiven Beweidung auf durch Sukzession bedrohten Freiflächen der Niedermoore und Nasswiesen.
- Ausweitung des Einsatzes der Mähraupe zur Vorbereitung weiterer zu beweidender Flächen.
- Weitere Anhebung der Wasserstände.
- Anwendung der Methode der Mahdgutübertragung auf weitere zu entwickelnde Flächen. Hierbei wird Mahdgut von artenreichen Flächen auf artenarme Flächen abgelegt, die vorher freigelegt wurden.

## FFH-Erfolgskontrolle und Monitoring der Maßnahmen
Eine FFH-Erfolgskontrolle und Monitoring der Maßnahmen findet in Schleswig-Holstein alle sechs Jahre statt. Die Ergebnisse des letzten Monitorings wurden am 10. Februar 2012 veröffentlicht.

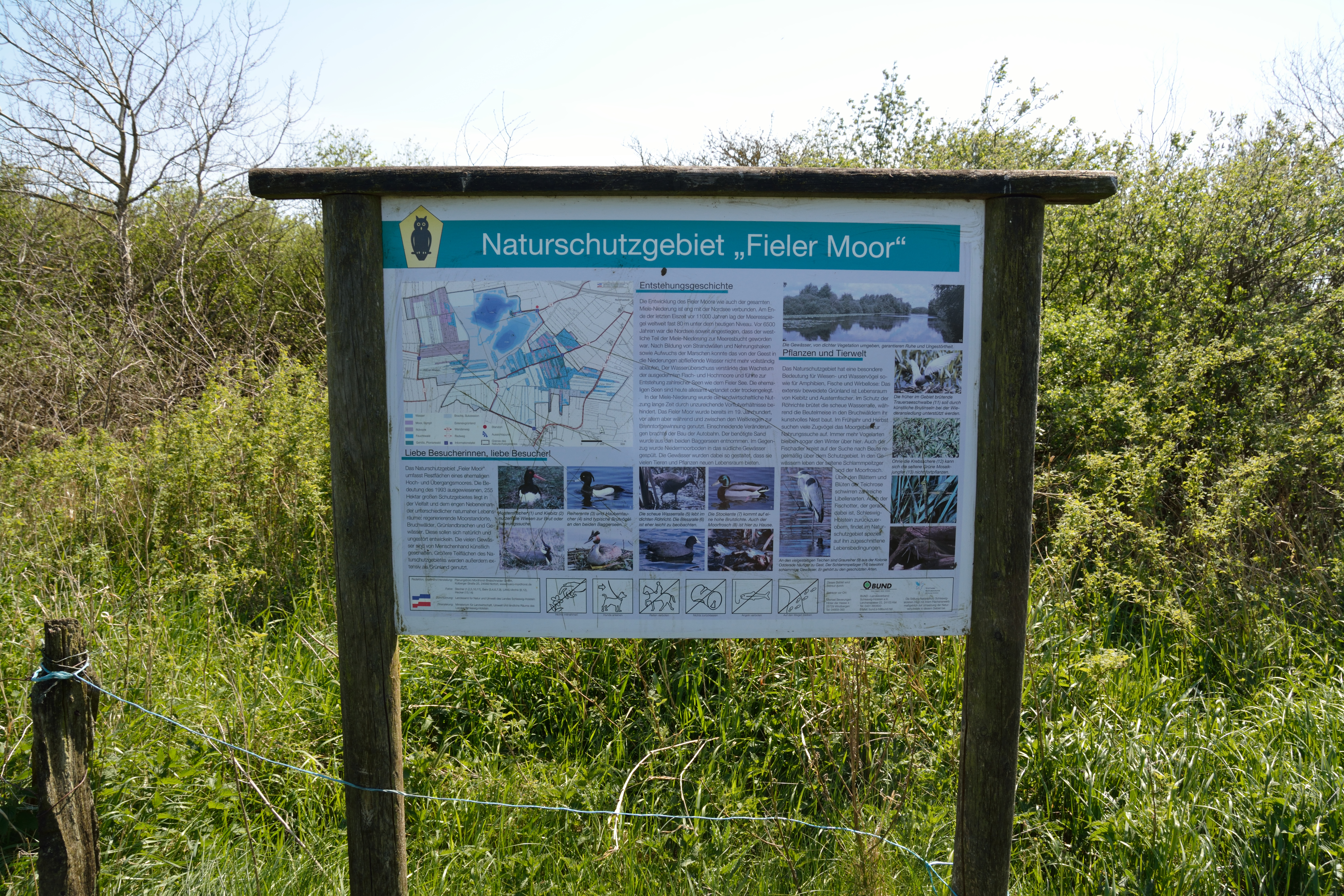
BIS-Tafel am Nordostzugang Norderdamm
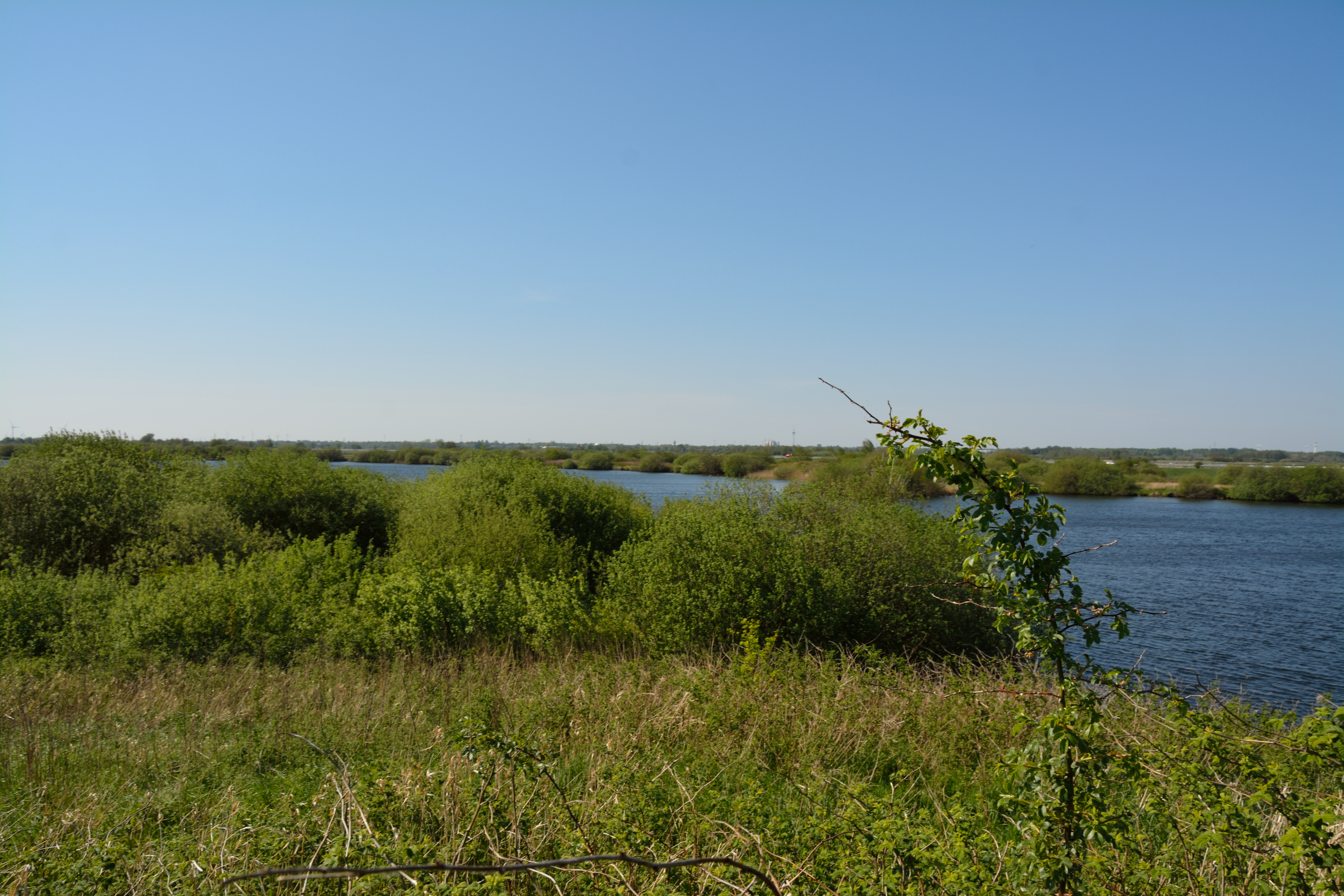
Aussichtspunkt zwischen den ehem. Baggerseen
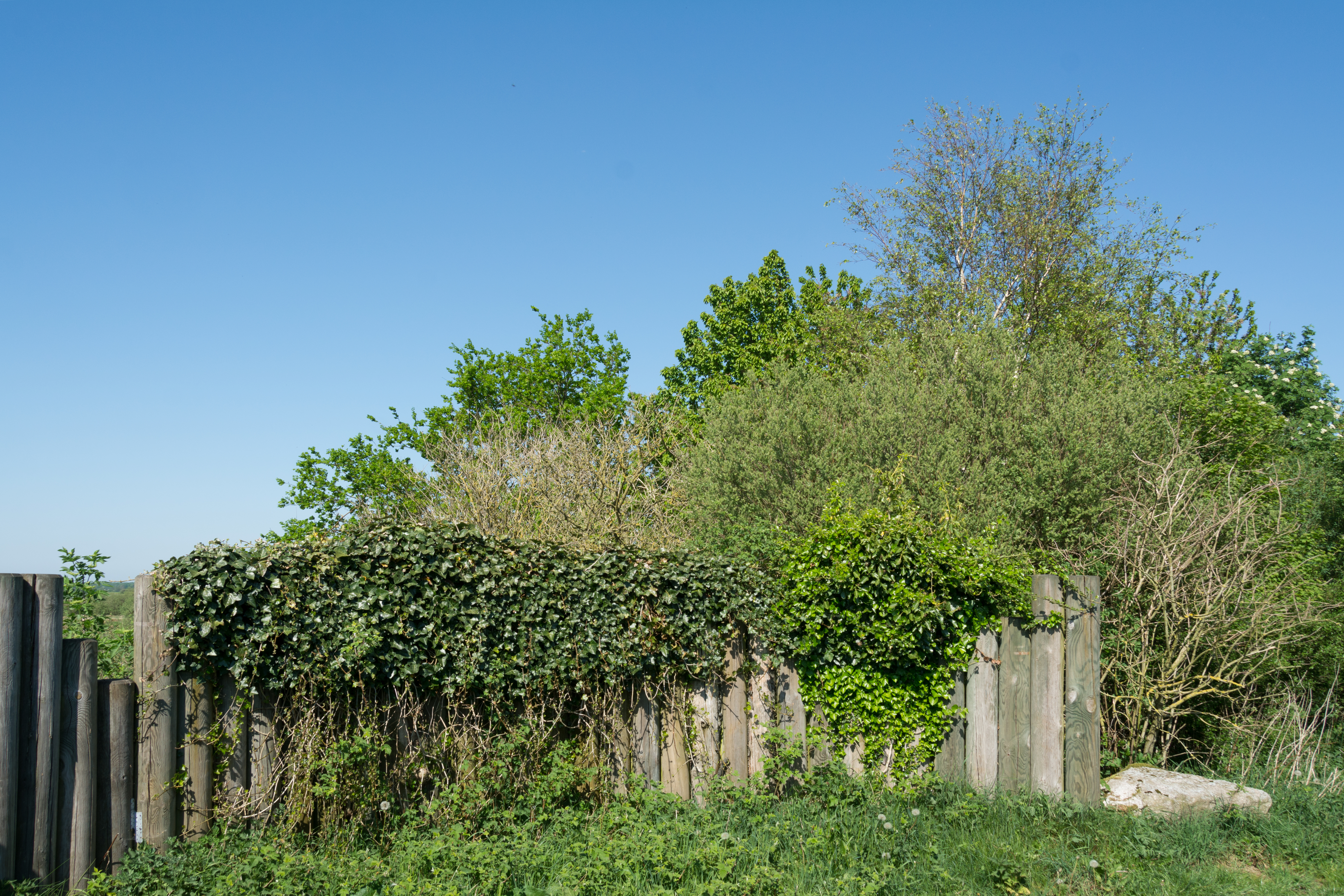
Sichtschutz am Aussichtspunkt
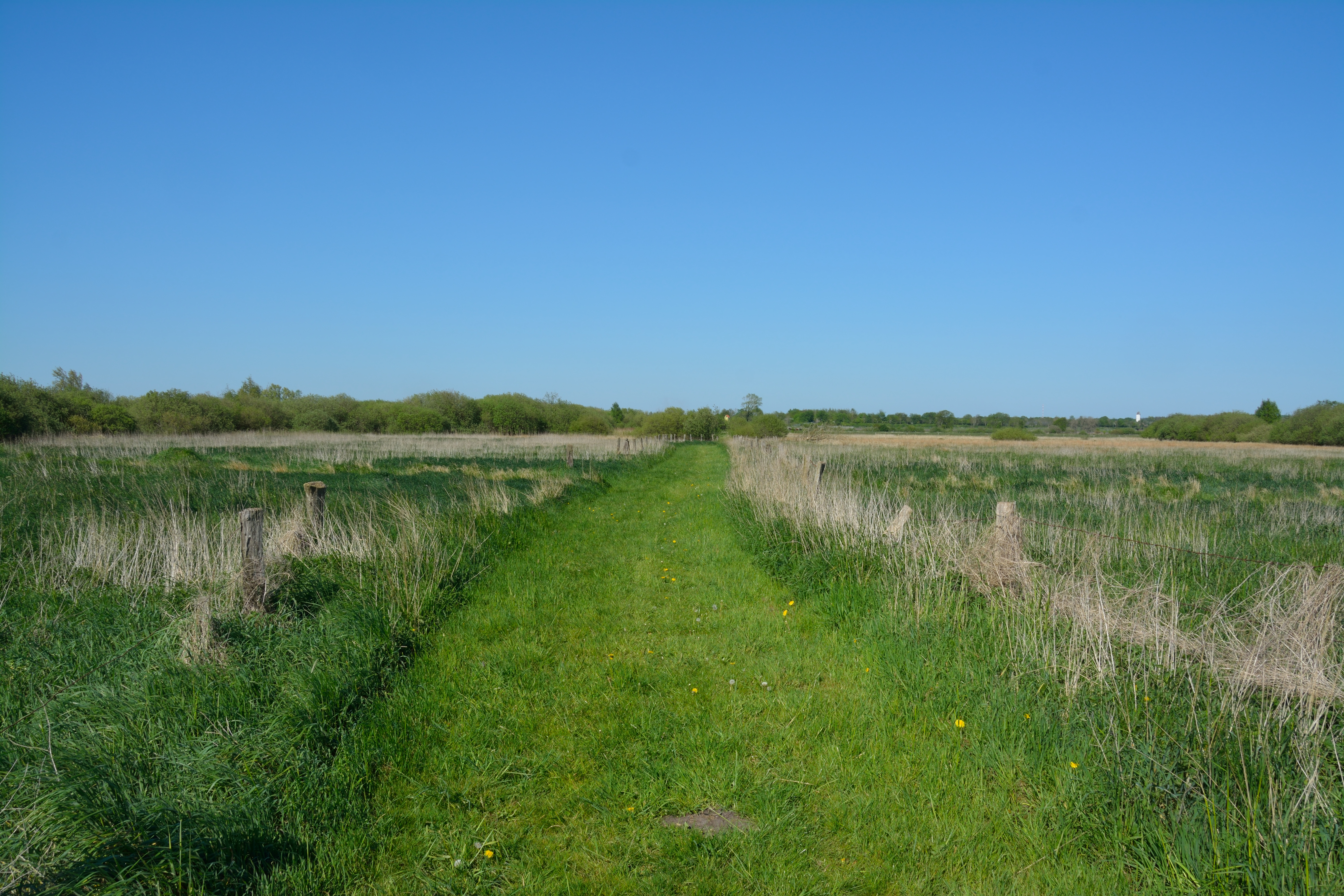
Wanderweg zu den Torfstichen